# Grube Wennsglückt
Die Grube Wennsglückt in Sankt Andreasberg im Oberharz ist ein spätestens von der Mitte des 16. Jahrhunderts unter dem Namen Theuerdanck mit großen Unterbrechungen bis 1866 betriebenes Erzbergwerk.
Heute wird es durch den 1931 gegründeten Sankt Andreasberger Verein für Geschichte und Altertumskunde als Teil des Lehrbergwerks Grube Roter Bär betrieben. Die Grube liegt im Bärener Tal am Fuß des Knöchels, östlich der Bergstadt und nur wenige Meter schräg gegenüber der Grube Roter Bär.

## Geschichte

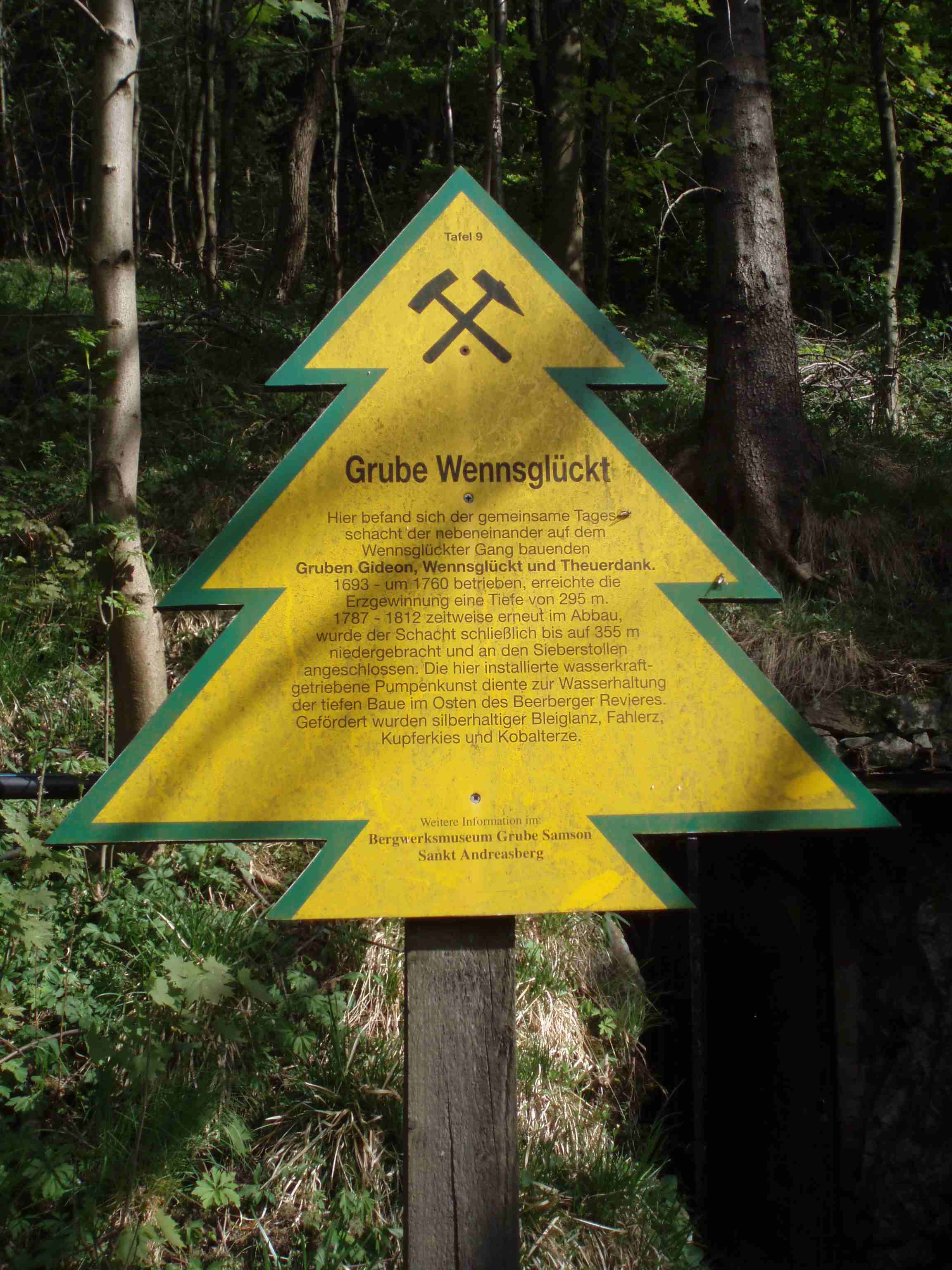
Dennert-Tanne am ehemaligen Tagschacht der Grube Wennsglückt

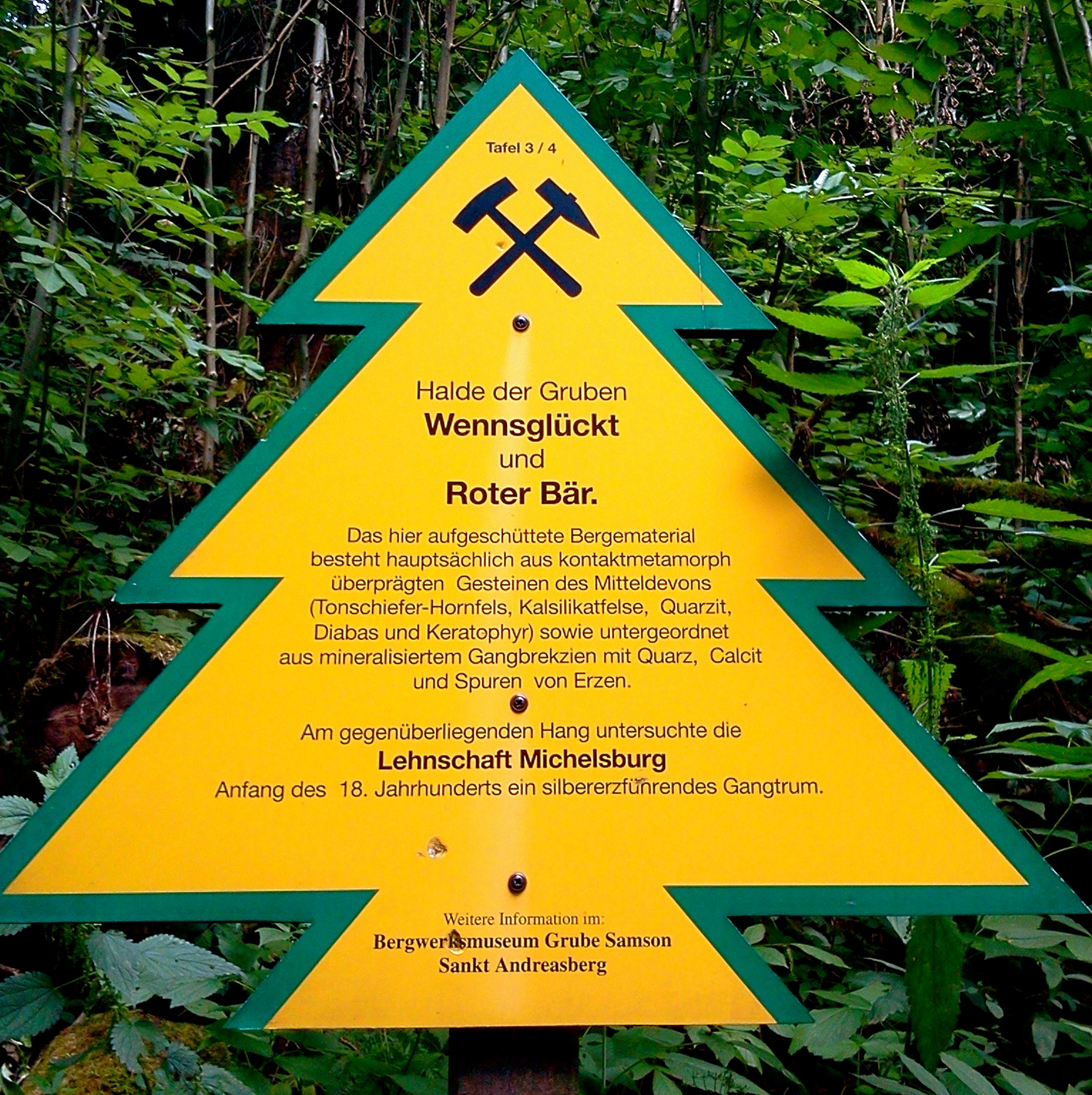
Dennert-Tanne der Halde der Gruben Roter Bär und Wennsglückt

Die Aufnahme des Bergbaus dürfte spätestens in der Mitte des 16. Jahrhunderts erfolgt sein. Ein erster Nachweis über den Abbau in der Grube, die damals den Namen Theuerdanck trug, stammt aus dem Jahre 1564. Ältere Quellen legen jedoch nahe, dass hier einst eine Grube namens Vogelsang oder Vogelgesanck baute. Fast alle Abbaue oberhalb und bis 40 m unterhalb des Tagesstollens stammen aus der Zeit vor dem Dreißigjährigen Krieg. Bis 1699 wurden Strecken und Querschläge auf dem Niveau des Tagesstollens mit Schlägel und Eisen aufgefahren. Es finden sich auch Hinweise auf den Streckenvortrieb mittels Feuersetzen.
Aktenkundig wurde die Zeche erst 1691, als sie unter dem neuen Namen Treue Gesellschaft gemutet und wieder aufgewältigt wurde. Seit 1693 Wennsglück(t) genannt, drang der Abbau, nach Einrichtung einer „inwendigen Pumpenkunst“ weiter in die Tiefe vor. Dabei wurde das Erbtiefste der Grube von mehreren Pumpsätzen zu Sumpf gehalten, welche sich in einem 60 m tiefen Gesenk direkt unter einer inwendigen Radstube befanden. Mittels sogenannter Kunstgestänge und Kunstkreuze wurde die Kraft des inwendigen Kunstrades (welches einen Durchmesser von etwa 11 m hatte) nicht nur saiger, sondern auch söhlig übertragen. Dies geschah mit mindestens einem Geschlepp auf 21 m Teufe, welches weitere Pumpsätze in zwei Parallel zum Kunstschacht liegenden Ziehschächten betrieb.
1705 begann das Teufen des Tagesschachtes, der zur Förderung (mit Kehrrad seit 1714) diente und die bis dahin gebrauchten inwendigen (Hand-)Haspelschächte ersetzte. Zur Aufschlagwasserversorgung diente seit 1712 Oderwasser aus dem Neuen Rehberger Graben, das der Beerberger Graben heranführte.
Eine wesentliche Erleichterung der Wasserhaltung, für die zwei Kunsträder in Betrieb waren, trat ein, als der 1692 im Sperrluttertal angesetzte Grünhirscher Stollen 1729 mit den Wennsglückter Bauen durchschlägig wurde. Anschließend wurde die Pumpenkunst im inwendigen Kunstschacht abgeworfen. Zur Tiefe hin nachlassende Erzanbrüche und zunehmende Wasserhaltungsprobleme, verbunden mit hohen Betriebskosten, führten zur Verschuldung der dort bauenden Gewerkschaften. 1751 wurde die nun 294 m tiefe Grube Wennsglückt eingestellt. Der Tagesschacht wurde bis zur Auflassung des benachbarten Theuerdanks (1756) weiter unterhalten. Anschließend soff das Grubengebäude bis zur Sohle des Grünhirscher Stollens ab. Die wirtschaftliche Bilanz dieser Periode: 135 kg Silber, 1370 Zentner Kupfer und einige hundert Zentner Blei.
Ende des 18. Jahrhunderts erfolgte eine staatlich finanzierte Tiefenerkundung der Beerberger Gänge, die zur Aufrechterhaltung des in einer Krise steckenden Sankt Andreasberger Bergbaus beitragen sollte. In diesem Rahmen diente der erneut aufgewältigte Wennsglückter Schacht 1790–1812 zur Wasserhaltung der Beerberger Gruben (Tiefer Claus Friedrich, Königs Wohlfahrt), die über Wasserstrecken miteinander verbunden waren. Erst nach dem Anschluss an den Sieberstollen 1804, der eine Teufe von 170 m einbrachte, konnte der Schacht schließlich 356 m tief niedergebracht werden, um den Wennsglückter Gang im Niveau der 8. und 10. Strecke zu untersuchen. Hier wurde in diesem Zusammenhang die bis heute tiefste Verbindungsstrecke des inwendigen mit dem auswendigen Zuges hergestellt. 1812 wurden diese Versuche erfolglos eingestellt und der Schacht verfüllt.
Seit 1804 betrieb der Eigenlehner Heinrich Wilhelm Lehmann auf dem Eisernen Hut des Wennsglückter Ganges unter dem Namen Reicher Seegen einen bescheidenen Nachlesebau auf Brauneisenstein. 1812 wurde die Förderung eingestellt.
Erneute Eisenerz-Abbauversuche wurden 1857–1866 von der Grube Unverhofftes Glück durchgeführt. Weil der Wennsglückter Schacht mittlerweile verfüllt war, erfolgte 1864 vom ehemaligen Reichen Seegener Tagesstollen (heute Unverhofftes Glück, Anfahrstollen) aus das Abteufen eines 13 m tiefen Gesenkes (Absinken 1) bis zum Reichen Seegener Oberen Bau (heute 13-m-Sohle).
Im Zuge der von der Ilseder Hütte in den 1920er-Jahren durchgeführten Untersuchungsarbeiten in der Grube Roter Bär wurden auch die alten Wennsglückter Baue wieder geöffnet. Unter Nutzung von fünf alten Nebenschächten entstand 1923 eine Verbindung zur Fahrung und Wetterführung bis zum Sieberstollen in 170 m Teufe. Mangels Instandhaltung und durch die Verfüllung des Absinken 1 in den 1980er Jahren ist dieser Zugang jedoch wenige Jahre Später wieder verfallen.
Seit 1992 widmet sich die AG Bergbau des St. Andreasberger Vereins für Geschichte und Altertumskunde der Aufwältigung der Baue auf dem Wennsglückter Gang. Mit dem Ziel, den in den 1920er Jahren geschaffenen Zugang zum Sieberstollen wieder fahrbar zu machen, wurden bisher die Absinken 1 – 4 vollständig aufgewältigt. Dabei ist inzwischen ein Zugang zu einem kurzen Teilstück des Grünhirscher Stollens geschaffen worden, welcher hier etwa 130 m Teufe einbringt und damit der aktuell tiefste befahrbare Bereich des auswendigen Reviers aus der Zeit vor dem 19. Jahrhundert ist. Außerdem ist es der tiefste über die Baue des Vereins erreichbare Stollen (Stand 2019).